# Morejski despotat
Morejski despotat (grško starogrško Δεσποτᾶτον τοῦ Μορέως, Despotáton toú Moréos) ali Mistrski despotat (grško starogrško Δεσποτᾶτον τοῦ Μυστρᾶ, Despotáton toú Mystrá) je bila od sredine 14. stoletja do sredine 15. stoletja provinca Bizantinskega cesarstva.  Njeno ozemlje se je spreminjalo in nazadnje obsegalo skoraj cel polotok Peloponez, ki se je v srednjem in zgodnjem novem veku imenoval Morea.  Morejski despoti so bili praviloma cesarjevi sinovi z naslovom despotes. Prestolnica despotata je bilo utrjeno mesto Mistra v bližini antične Sparte, ki je postalo pomembno središče bizantinske renesanse.

## Zgodovina
Morejski despotat je bil ustanovljen na ozemlju nekdanje frankovske Ahajske kneževine. Slednja je bila ustanovljena na bizantinskem ozemlju po četrti križarski vojni (1204). Ahajski knez Viljem II. Villehardouin je bil v bitki z bizantinskim cesarjem Mihaelom VIII. Paleologom pri Pelagoniji poražen in se moral odkupiti s predajo večine vzhodnega dela Moreje in novozgrajenih trdnjav. Predano ozemlje je postalo jedro Morejskega despotata.
Leta 1349 je bizantinski cesar Ivan VI. Kantakuzen ozemlje reorganiziral kot apanažo za svojega sina, despota Manuela Kantakuzena. Po Manuelovi smrti leta 1380 je Morejo zasedla rivalska dinastija Paleologov in lete 1383 za despota imenovala Teodorja I. Paleologa. Teodor je vladal do leta 1407, utrdil bizantinsko oblast in nazadnje priznal suverenost ekspanzionističnega Osmanskega cesarstva. Prizadeval si je oživiti  lokalno gospodarstvo, tako da je povabil Albance, da se naselijo na njegovem ozemlju.
Kasnejši despoti so bili Konstantin, Dimitrij in Tomaž,  sinovi cesarja Manuela II. Paleologa, brata despota Teodorja. Ko je začela v 15. stoletju moč Latincev na Peloponezu pojemati, se je despotat razširil in leta 1430 obsegal cel polotok. Nekaj let kasneje je sultan Murat II. uničil bizantinsko obrambo polotoka, zid Heksamilion na Korintski ožini med polotokom in celino. Njegov napad je osvajalcem odprl pot na Peloponez, kar Muratu II. zaradi prezgodnje smrti ni uspelo. Njegov naslednik Mehmed II. Osvajalec je leta 1453 osvojil bizantinsko prestolnico Konstantinopel. Despota Tomaž in Dimitrij Paleolog prestolnici nista poslala pomoči, ker se še nista opomogla od nedavnih osmanskih napadov. 
Njuna nekompetentnost je leta 1453 sprožila albansko-grški upor proti njima, despota pa sta za zatiranje upora na pomoč poklicala Osmane. Več vplivnih grških in albanskih Morejcev je v tem času sklenilo s sultanom zasebne mirovne sporazume. Despota po več letih nekompetentnega vladanja sultanu nista plačala letnega davka in se sama uprla Osmanskemu cesarstvu. Mehmed II. je maja 1460 napadel Morejo in  aretiral Tomaža Paleologa, mlajši brat Dimitrij pa je pobegnil. Osmani so do konca leta osvojili vsa večja grška mesta.
Osmanske oblasti ni priznalo nekaj delov Moreje, med njimi kamnit polotok Monemvazija, ki je bil sprva nekaj časa v posesti katalonskega gusarja. Ko so ga prebivalci pregnali, so s Tomaževim soglasjem pred koncem leta 1460 sprejeli zaščito papeža  Pija II.
Polotok Mani na jugu Moreje se je upiral pod ohlapno koalicijo lokalnih klanov, potem pa prišel pod beneško oblast. Čisto zadnje svobodno ozemlje je bil Salmeniko na severozahodu Moreje. Upornike je vodil vojaški poveljnik Graicas Paleolog, stacioniran v gradu Salmeniko. Graicas,  njegova garnizija in nekaj domačinov je grad branilo do julija 1461, potem pa so obegnili na beneško ozemlje. Zadnja svobodna bizantinska posest je prenehala obstajati.

## Bizantinski despoti Moreje
- Manuel Kantakouzen (1349–?)
- Mihael Asan ?
  - Andronik Asan (?–1354)
- Manuel Kantakuzen (ponovno) (1354–1380)
- Matej Kantakuzen (1380–1383)
- Dimitrij I. Kantakouzen (1383)
- Teodor I. Paleolog (1383–1407)
- Teodor II. Paleolog (1407–1443)
- Konstantin XI. Paleolog (1428–1449), od leta 1449 bizantinski cesar: oblast v Moreji je razdelil med sinova: 
  - Tomaža Paleologa (1428–1460)
  - Dimitrija II. Paleologa (1449–1460)